# Gustav Guhl
Gustav Guhl (* 1910 in Zürich; † 1978 in Schöfflisdorf) war ein Schweizer Coiffeur. Als Unternehmer begründete er die Haarpflegemarke Guhl.

## Leben
Gustav Guhl erlernte nach der Schulausbildung das Handwerk des Damencoiffeurs.
1932 gewann der Schweizer in Zürich den Weltmeistertitel in der Disziplin «Tagesfrisur». Dann arbeitete er in einem bekannten Salon in Zürich. Später frisierte er auf Luxusschiffen wie auch in First-Class-Hotels. Als erster seines Faches führte der Coiffeur in China und Japan den Kurzhaarschnitt für Damen ein.
Am Ende seiner Reisen absolvierte Guhl in Paris eine chemisch-kosmetische Ausbildung und gründete 1937 dann seine eigene Firma: Laboratoires Guhl. Er fabrizierte auf seinem Bauernhof in Schöfflisdorf seine eigenen Haarpflegeprodukte. Den Vertrieb führte der ehrgeizige Unternehmer anfangs selbst durch und bewältigte den Aussendienst auf dem Velo.
1946 entwickelte Guhl seine Haarpflegeprodukte weiter und integrierte dazu natürliche Rohstoffe, die teilweise aus eigenem Anbau auf dem Bauernhof und seiner Brennerei stammten. Die Verwendung natürlicher Stoffe wie Pfirsichöl, Weizenkeimöl, Eiercognac oder Bier sollten die unterschiedlichen Haarprobleme lösen.
Mit dem Werbeslogan: «Es gibt nichts Besseres für Ihr Haar» wurden 1966 die Guhl-Produkte (Shampoo, Spülung etc.) auch in Deutschland und Österreich eingeführt.
Danach folgte der Export von Guhl-Produkten nach England und Frankreich. Die Shampoo-Flaschen waren damals noch aus Glas und trugen einen Hahn als Logo – Guhl ist eine schweizerische Verballhornung von Gockel. In den 1970ern warb Franz Beckenbauer in TV-Spots für die Schweizer Pflegemarke. Die Glasflasche wurde in den 1990er Jahren für kurze Zeit neu aufgelegt.
1978 starb der Unternehmensgründer Gustav Guhl im Alter von 68 Jahren. Der mittelständische Betrieb wurde von der Beiersdorf AG übernommen und in das mit der japanischen Kao Corporation gegründete Joint Venture Nivea Kaō K.K eingebracht. 1980 wurde die Marke Guhl in den Niederlanden eingeführt. Beiersdorf zog sich 1991 aus dem Joint Venture zurück, so dass die Marke Guhl nun vollständig der Kao Corporation gehört, die unter anderem auch die Marke Goldwell besitzt.